# ジョン・ウェスト (海賊)
ジョン・ウェスト（John West、1713年-1714年活動）は、カリブ海の海賊であり、ベンジャミン・ホーニゴールドの仲間として知られる。

## 人物
1713年、ベンジャミン・ホーニゴールドとその同業者たちがニュープロビデンス島ナッソーを拠点に海賊行為を行ったさい、ウェストはその一員だった。ホーニゴールド、ジョン・コックラム、ウェストは3つのグループに分散し、ピローグというカヌーを使ってフロリダ海峡からキューバで掠奪を行った。ウェストはキューバのプランテーションから奴隷14人を連れ出し、一味は合計で13,000ポンド以上もの掠奪を行った。1714年、ハバナのスペイン植民地当局が海賊行為の報復としてナッソーを攻撃しようとしていると噂が広まった時、ホーニゴールドはエルーセラ島で商人の娘と結婚していたコックラムの元に合流し、ウェストはジャマイカに逃亡した。その後の人生は不明。

## 参考資料
- コリン・ウッダード(著)、大野晶子(訳)、『海賊共和国史 1696-1721年』2021年7月、パンローリング株式会社